# 清平路
清平路位于中国广州市西關荔湾区，是一条呈南北走向的街道。南起六二三路，北至第十甫路，长439米，宽7米，两旁较多砖木结构的低层房屋。因有广州市内最大农副产品的清平农贸市场，而扬名於海内外。其次在和平西路以南有大型中药材批发市场，清平路是清平街市的所在地，和平西路至十八甫西路两旁有较多售卖宠物商铺，十八甫西路以北则较多售卖观赏鱼类的商铺。
在清平路的中段，昔日有大觀河流經，曾經為西關最繁華之地，涌上的八座橋清朝名為「八橋之盛」。今仍有河傍街地名。
清平路171號原有的清平飯店是昔日的一間著名飯店，其創製出的「清平雞」，有「廣州第一雞」之稱。

## 与之交汇道路
- 顺序由南往北排列
- 六二三路
- 清平南街
- 梯云东路
- 和平西路
- 十八甫西路、十三甫路
- 河傍路
- 第十甫路